# Renesansni vosak
Renesansni vosak (eng. Renaissance Wax) patentirani je mikrokristalni vosak namijenjen zaštiti starina i umjetnički oblikovanih predmeta. Iako nije primjeren za sve materijale, koristi se u različitim javnim i privatnim zbirkama. Također se koristi za zaštitu i kao laštilo za antikni namještaj. Dobro je znana i primjena na modernim imitacijama starog oružja koje se koriste kod reinscenacije viteških turnira i bitaka jer je primijećeno da ove predmete štiti znatno bolje od tradicionalnih uljnih premaza.
Dobavljači konzervatorskog materijala kažu da se koristi da oživi i zaštiti vrijedan namještaj, kožu, slike, metale, oniks, bjelokost itd. Osvježava boje i daje meki sjaj.
Voštane se prevlake najviše i uz najmanje kotroverzi koriste na metalima, ova prevlaka služi kao barijera koja sprečava dodir vlage i kisika s površinom. Koristi i za sprečavanje   kontakta između materijala i ljudskog znoja te masnoće, ali i kao zaštita za antikorozivne prevlake.
Ne treba se koristiti na mrvljivim i prašnjavim površinama.

## Uporaba
Tanko i ujednačeno nanijeti na površine koje se žele zaštiti te blago ulaštiti mekom krpom. Kod predmeta složenijeg oblika može se koristiti kistom.

### Nanošenje preko drugih prevlaka
Kod kožnatih predmeta, u svrhu zaštite od crvene truleži, prvo konsolidirati kožu Klucelom G.
Renaissance Wax također se koristi za zaštitu brončanih, mjedenih ili bakrenih kovanica. Vosak u tom slučaju sprečava interakciju površine spomenutih s vlagom i zrakom. Kao podsloj kod konzervacije metala može se koristiti zaštitni lak Incralac ili Paraloid B-72.

## Sastav
Renaissance Wax osmislio je dr. A. E. A. Werner iz British Museum research laboratories početkom pedesetih godina prošlog stoljeća. Ekskluzivni je proizvođač Picreator Enterprises Ltd.
Ranije su voštane prevlake sadržavale i pčelinji vosak i karnauba vosak koji sadrže i neke kiseline. Renaissance Wax baziran je na stabilnijim materijalima, dobivenim rafinacijom nafte.
Renaissance Wax sadrži polietilenski vosak i mikrokristalni vosak Cosmolloid 80H.
Sastojci:
| 100g | Cosmolloid 80H (Astor)           |
| 25g  | Wax A ( polietilen vosak) (BASF) |

Stopiti i uliti u 300 ml bijelog špirita (zapaljivo!), miješati dok se ne ohladi.
Druga formula daje nešto tvrđu prevlaku:
| 90g   | Cosmolloid 80H (Astor) |
| 30g   | Ketone Resin N (BASF)  |
| 200ml | White spirita          |

## Kontroverze oko uporabe
Voštane su prevlake sklone nakupljanju prašine, stoga mogu smanjiti vidljivost nekih finih detalja.
Iako ga se smatra stabilnim i korisnim materijalom, postoje i neke zadrške oko uporabe. Smatra se da zbog polietilenskog voska isti starenjem postaje problematičan za uklanjanje.